# Julie Christie
Julie Frances Christie (sinh ngày 14 tháng 4 năm 1941) là một nữ diễn viên người Anh. Bà đã đoạt các giải Oscar, Giải Quả cầu vàng, giải BAFTA, và giải của Nghiệp đoàn diễn viên màn ảnh cho nữ diễn viên đóng vai chính xuất sắc.

## Cuộc đời và sự nghiệp

### Thời nhỏ
Christie sinh tại Chabua, Assam, Ấn Độ, thời đó thuộc Đế quốc Anh, là con đầu lòng trong 2 người con của Rosemary (nhũ danh Ramsden) và Frank St. John Christie. Mẹ của Christie là một họa sĩ người xứ Wales và là bạn thời niên thiếu của diễn viên Richard Burton, khi cha của Christie trông nom một đồn điền trà và Christie lớn lên ở đó. Christie có một em trai và một người em cùng cha khác mẹ khi cha dan díu với một tình nhân người Ấn Độ. Cha mẹ của Christie ly thân khi cô còn nhỏ. Cô được rửa tội theo Anh giáo , và học trong trường nột trú Convent of Our Lady School ở St. Leonards-on-Sea, East Sussex, (sau đó cô bị đuổi khỏi trường này), và học trường Wycombe Court School ở High Wycombe, Buckinghamshire. Cô cũng sống với người mẹ nuôi từ khi lên 6 tuổi. Sau khi cha mẹ ly dị, Christie sống với mẹ ở vùng nông thôn xứ Wales. Khi học trường Wycombe Court School, cô đã đóng vai Dauphin trong vở kịch Saint Joan của George Bernard Shaw do nhà trường dàn dựng. Sau đó cô học ở trường Central School of Speech and Drama trước khi đột tiến trong loạt phim truyền hình khoa học giả tưởng trên đài BBC, A for Andromeda.

### Sự nghiệp ban đầu
Vai diễn chủ yếu đầu tiên của Christie là trong vở The Fast Lady, một hài kịch lãng mạn năm1962, nhưng lần đầu được chú ý tới là trong vai Liz, người bạn và muốn trở thành người yêu của người được đặt tên là Billy Liar (1963) do Tom Courtenay diễn xuất. Đạo diễn, John Schlesinger, đã chỉ để cho Christie thủ vai này, sau khi một nữ diễn viên khác bỏ vai diễn.
Năm 1965, tên Christie được quốc tế biết đến trong vai người mẫu phi luân Diana Scott trong phim Darling do Schlesinger đạo diễn, vai mà ban đầu nhà sản xuất định dành cho Shirley MacLaine. Đây là vai đột phá của Christie. Sau đó, Christie đóng vai Lara Antipova trong phim Doctor Zhivago (1965), do David Lean chuyển thể từ tiểu thuyết cùng tên của nhà văn Boris Pasternak, một phim có doanh thu hàng đầu. Tiếp theo là vai Daisy Battles trong Young Cassidy, của nhà soạn kịch người Ireland Seán O'Casey, do Jack Cardiff và John Ford (không ghi trên phim) cùng đạo diễn. Năm 1966, Christie 25 tuổi, được đề cử cho giải BAFTA cho nữ diễn viên chính xuất sắc nhất khi diễn vai đôi trong phimFahrenheit 451 của François Truffaut và đoạt Giải Oscar cho nữ diễn viên chính xuất sắc nhất, cùng giải BAFTA cho nữ diễn viên chính xuất sắc nhất cho phim Darling. Sau đó Christie đóng vai nữ anh hùng Bathsheba Everdene của Thomas Hardy trong phimFar from the Madding Crowd (1967) của Schlesinger, rồi vai nhân vật chính Petulia Danner, (đối nghịch với George C. Scott) trong Petulia (1968) của Richard Lester.
Trong thập niên 1970, Christie đóng một số phim nhưMcCabe & Mrs. Miller (1971) của Robert Altman với Warren Beatty, trong vai bà chủ nhà thổ và được đề cử lần thứ hai cho giải Oscar cho nữ diễn viên chính xuất sắc nhất, phim The Go-Between (lại cùng diễn với Alan Bates, 1971), Don't Look Now  (1973), Shampoo (1975), phim cổ điển Nashville của Altman (cũng 1975, trong một vai nhỏ vui diễn rất đạt là chính mình đối nghịch với Karen Black và Henry Gibson), Demon Seed (1977), và Heaven Can Wait (1978), lại cùng diễn với Beatty. Christie di chuyển sang Hollywood trong thập kỷ này, nơi cô có vai trò nổi bật (1967-1974), nhưng có mối quan hệ không thường xuyên với Warren Beatty, người đã mô tả Christie như "người đẹp nhất và đồng thời cũng là người rất dễ bị kích thích mà tôi từng quen biết".
Sau khi chấm dứt quan hệ với Beatty, Christie trở về Vương quốc Anh, sống trong một nông trang ở xứ Wales. Không một nữ diễn viên diễn xuất nhiều, đang ở tột đỉnh của danh vọng, chắc chắn thành công và hái ra tiền trong thập niên 1960 như Christie, lại đóng càng ngày càng ít phim trong thập niên 1980. Christie có vai phụ chủ yếu trong phim Power (1986) của Sidney Lumet, và tránh xuất hiện trong các phim có ngân sách lớn, mà chỉ xuất hiện trong các phim không thuộc xu hướng chủ đạo (non-mainstream).
Christie đã gạt bỏ nhiều vai chính như trong phim They Shoot Horses, Don't They?, Anne of the Thousand Days và The Greek Tycoon. Christie cũng ký hợp đồng diễn vai nữ chính trong phim American Gigolo đối nghịch Richard Gere, tuy nhiên khi Gere bỏ vai diễn và John Travolta thay thế, thì Christie cũng bỏ vai này. Khi Gere đổi ý và nhận lại vai diễn, thì quá muộn cho Christie, vì vai đó đã được Lauren Hutton đảm nhận. Julie Christie cũng bỏ vai chính trong phim Agatha, do gãy cổ tay khi trượt patanh; vai đó được Vanessa Redgrave đóng thay.

### Sự nghiệp gần đây

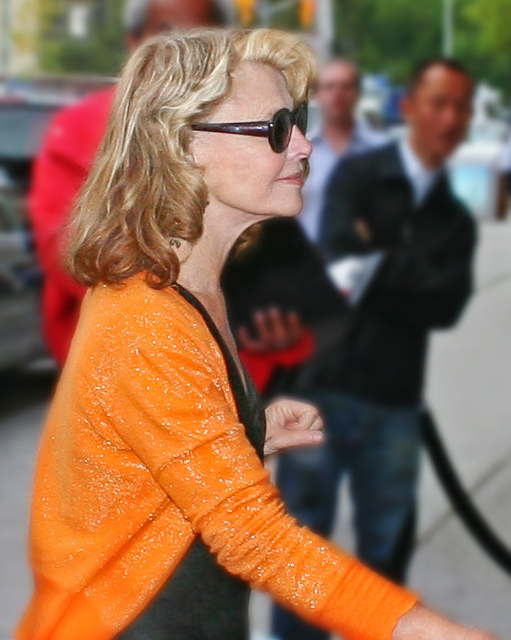
Christie tại Liên hoan phim quốc tế Toronto 2006

Christie đóng vai Gertrude trong Hamlet (1996) của Kenneth Branagh. Dù được đào tạo theo phong cách cổ điển, nhưng đây là lần đầu tiên nàng mạo hiểm bước vào kịch của Shakespeare. Vai diễn tiếp theo được giới bình luận hoan hô là vai người vợ bất hạnh trong phim bi hài Afterglow (1997) của Alan Rudolph, và Christie được đề cử cho giải Oscar lần thứ ba.
Christie xuất hiện ngắn trong phim Harry Potter and the Prisoner of Azkaban (2004) trong vai Madame Rosmerta. Cùng năm, Christie cũng xuất hiện trong 2 phim nổi bật khác: Troy của Wolfgang Petersen và Finding Neverland của Marc Forster, trong đó nàng đóng vai mẹ của Kate Winslet. Vai diễn sau mang lại cho Christie một đề cử cho giải BAFTA cho nữ diễn viên phụ xuất sắc nhất.
Christie cũng đóng vai nữ chính trong Away From Her, một phim về đôi vợ chồng già người Canada phải đối phó với căn bệnh Alzheimer của bà vợ. Dựa trên truyện ngắn "The Bear Came Over the Mountain" của Alice Munro, phim này là phim truyện đầu tay do nữ diễn viên người Canada Sarah Polley - người đôi khi diễn xuất chung với Christie – đạo diễn. Christie nói rằng mình chỉ nhận vai này vì Polley là bạn của nàng. Về phần mình, Polley nói rằng Christie thích kịch bản phim này, nhưng ban đầu từ chối như vừa yêu vừa ghét vai diễn, và phải sau nhiều tháng thuyết phục thì cuối cùng Christie mới chấp nhận vai diễn.
Khởi đầu ở Liên hoan phim quốc tế Toronto ngày 11.9.2006 như một phần của Gala showcase của Liên hoan phim này, phim Away From Her đã lôi cuốn các bài phê bình ca ngợi từ báo chí thương mại, trong đó có các phóng viên của Hollywood và của 4 nhật báo ở Toronto. Các nhà bình luận phim ca ngợi vai diễn của Christie và ngôi sao đồng diễn, nam diễn viên người Canada Gordon Pinsent, cùng sự đạo diễn quả quyết của Polley. Diễn xuất sáng chói của nàng tạo ra một "Oscar buzz" (tiếng đồn về giải Oscar), dẫn tới việc nhà phân phối Lions Gate Entertainment mua phim này tại Liên hoan phim nói trên và công chiếu trong năm 2007 nhằm tạo đà thuận lợi trong mùa giải thưởng. Ngày 5.12.2007, Christie đoạt giải cho nữ diễn viên xuất sắc nhất của National Board of Review cho vai diễn trong phim Away From Her. Christie cũng đoạt Giải Quả cầu vàng cho nữ diễn viên phim chính kịch xuất sắc nhất, Giải của Nghiệp đoàn diễn viên màn ảnh cho nữ diễn viên đóng vai chính xuất sắc, và Giải Genie cho nữ diễn viên chính xuất sắc nhất cho cùng phim. Ngày 22.1.2008, Christie lại được đề cử cho giải Oscar cho nữ diễn viên chính xuất sắc nhất tại lần giải Oscar thứ 80. Christie xuất hiện trong buổi lễ mang một cái trâm, kêu gọi đóng cửa trại tù ở Vịnh Guantanamo.
Năm 2008 Christie đọc lời bình luận phim Uncontacted Tribes, một phim ngắn cho Hội từ thiện Anh Survival International, mô tả các cảnh phim trước kia không được xem, về các người bị nguy hiểm ở nơi xa xôi. Christie từ lâu đã hỗ trợ tổ chức từ thiện và trong tháng 2/2008 được bổ nhiệm làm đại sứ của tổ chức này.
Christie cũng xuất hiện trong một đoạn phim New York, I Love You (2008), do Anthony Minghella viết kịch bản và Shekhar Kapur đạo diễn, cùng diễn xuất có Shia LaBeouf. Năm 2009 nàng có vai diễn trong phim 1939 của Anh về một gia đình Anh ở đầu Chiến tranh thế giới thứ hai.

### Đời tư
Christie cặp bồ với Warren Beatty (1967-1973), và là bạn tốt của em anh ta là Shirley MacLaine.
Tháng 11/2007, ở tuổi 66, Christie kết hôn một cách kín đáo với người tình từ lâu (từ năm 1979) là ký giả Duncan Campbell của báo "The Guardian". Đây là lần kết hôn đầu tiên của Christie và lễ cưới đã khiến cho nhiều người ngạc nhiên, vì từ lâu Christie đã khẳng định là việc kết hôn không phải là chọn lựa của mình. Christie làm chủ một nông trại ở Montgomeryshire, Wales, từ cuối thập niên 1970, nơi bà thường cư trú nhiều. Bà hoạt động cho nhiều sự nghiệp, trong đó có việc bảo vệ động vật, bảo vệ môi trường, phong trào chống năng lượng hạt nhân, và cũng là một người bảo trợ của Palestine Solidarity Campaign.

## Danh mục phim
| Năm  | Phim                                     | Vai diễn                     | Ghi chú |
| ---- | ---------------------------------------- | ---------------------------- | --- |
| 1962 | The Fast Lady                            | Claire Chingford             | đóng phim lần đầu |
| 1962 | Crooks Anonymous                         | Babette LaVern               | |
| 1963 | Billy Liar                               | Liz                          | được đề cử - giải BAFTA |
| 1965 | Darling                                  | Diana Scott                  | Giải Oscar cho nữ diễn viên chính xuất sắc nhất giải BAFTA cho nữ diễn viên chính xuất sắc nhất Được đề cử - Giải Quả cầu vàng cho nữ diễn viên phim chính kịch xuất sắc nhất |
| 1965 | Doctor Zhivago                           | Lara Antipova                | Được đề cử - giải BAFTA cho nữ diễn viên chính xuất sắc nhất |
| 1965 | Young Cassidy                            | Daisy Battles                | |
| 1966 | Fahrenheit 451                           | Clarisse / Linda Montag      | Được đề cử - giải BAFTA cho nữ diễn viên chính xuất sắc nhất |
| 1967 | Far from the Madding Crowd               | Bathsheba Everdene           | |
| 1967 | Tonite Let's All Make Love in London     | Chính mình                   | |
| 1968 | Petulia                                  | Petulia Danner               | |
| 1969 | In Search of Gregory                     | Catherine Morelli            | |
| 1970 | The Go-Between                           | Marian - Lady Trimingham     | Được đề cử - giải BAFTA |
| 1971 | McCabe & Mrs. Miller                     | Constance Miller             | Đưoọc đề cử - giải Oscar cho nữ diễn viên chính xuất sắc nhất |
| 1973 | Don't Look Now                           | Laura Baxter                 | Được đề cử - giải BAFTA cho nữ diễn viên chính xuất sắc nhất |
| 1975 | Shampoo                                  | Jackie Shawn                 | Được đề cử - Giải Quả cầu vàng cho nữ diễn viên điện ảnh phụ xuất sắc nhất |
| 1975 | Nashville                                | Chính mình                   | |
| 1977 | Demon Seed                               | Susan Harris                 | |
| 1978 | Heaven Can Wait                          | Betty Logan                  | |
| 1981 | Memoirs of a Survivor                    | 'D'                          | |
| 1982 | The Return of the Soldier                | Kitty Baldry                 | |
| 1982 | Les Quarantièmes rugissants              | Catherine Dantec             | |
| 1983 | Heat and Dust                            | Anne (1982. In Satipur Town) | |
| 1983 | The Gold Diggers                         | Ruby                         | |
| 1983 | Separate Tables                          | Mrs. Shankland               | phim Truyền hình |
| 1986 | Champagne amer                           | Betty Rivière                | |
| 1986 | Miss Mary                                | Mary Mulligan                | |
| 1986 | Power                                    | Ellen Freeman                | |
| 1988 | Dadah Is Death                           | Barbara Barlow               | |
| 1990 | Fools of Fortune                         | Mrs. Quinton                 | |
| 1992 | The Railway Station Man                  | Helen Cuffe                  | |
| 1996 | Hamlet                                   | Gertrude                     | |
| 1996 | Dragonheart                              | Queen Aislinn                | |
| 1997 | Afterglow                                | Phyllis Mann                 | Được đề cử - giải Oscar cho nữ diễn viên chính xuất sắc nhất |
| 2001 | Belphégor - Le fantôme du Louvre         | Glenda Spender               | |
| 2001 | No Such Thing                            | Dr. Anna                     | |
| 2002 | I'm with Lucy                            | Dori                         | tức Autour de Lucy (Pháp) |
| 2002 | Snapshots                                | Narma                        | |
| 2004 | Harry Potter and the Prisoner of Azkaban | Madame Rosmerta              | |
| 2004 | Finding Neverland                        | Mrs. Emma du Maurier         | Được đề cử - giải BAFTA cho nữ diễn viên phụ xuất sắc nhất |
| 2004 | Troy                                     | Thetis                       | |
| 2005 | Garbo                                    | Narrator                     | |
| 2005 | Cycle of Peace                           | Narrator                     | |
| 2005 | The Secret Life of Words                 | Inge                         | |
| 2007 | Away From Her                            | Fiona Anderson               | Giải Quả cầu vàng cho nữ diễn viên phim chính kịch xuất sắc nhất giải Genie cho nữ diễn viên chính xuất sắc nhất Giải của Nghiệp đoàn diễn viên màn ảnh cho nữ diễn viên đóng vai chính xuất sắc Được đề cử - Giải Oscar cho nữ diễn viên chính xuất sắc nhất Được đề cử - giải BAFTA cho nữ diễn viên chính xuất sắc nhất - Giải SEFCA cho nữ diễn viên chính xuất sắc nhất |
| 2008 | New York, I Love You                     | Isabelle                     | |
| 2009 | 1939                                     | Elizabeth                    | |

## Sân khấu
- Cries From The Heart (2007)

Royal Court Theatre
- Old Times (1995, 2007)

Wyndham's Theatre
- Suzanna Andler (1997)

Chichester
- Uncle Vanya (1973)

Broadway
- The Comedy of Errors (1964)
- Frinton Repertory of Essex (1957)